# Målvaktsområde
Målvaktsområdet, i talspråk även kallad målgården, är en avgränsad yta framför målet i innebandy.
I målvaktsområdet får endast målvakten befinna sig. Målvaktsområdet är en del av målområdet. Om ett frislag skjuts mot mål och det räddas av en spelare som med någon kroppsdel nuddar golvet i målvaktsområdet eller golvet i målet ska alltid straffslag dömas. Det är inget regelbrott att passera målvaktsområdet så länge det inte stör målvakten eller ger spelaren en spelmässig fördel. Att ha sin klubba i målvaktsområdet är inget regelbrott. Målvaktsområdet är rektangulärt och 1 x 2,5 m stort (2,5 m2).